# Il silenzio (film 1998)
Il silenzio (Sokout; in alfabeto persiano سکوت) è un film del 1998 diretto da Mohsen Makhmalbaf.

## Trama
Khorshid è un ragazzino che lavora come accordatore in uno sperduto villaggio del Taddjikistan. Non ha la vista, ma un giorno segue una melodia sconosciuta e si smarrisce, arrivando tardi al lavoro.

## Accoglienza
Presentato al Festival di Venezia, un film del cineasta  iraniano Makhmalbaf molto diverso dallo stile (diretto, quasi documentaristico) che gli conoscevamo. Le immagini sono accurate, preziose, smaglianti, in contrasto con la cecità del piccolo protagonista. Un film difficile, ma che può incantare con la sua musica segreta.